# Савезничка инвазија Сицилије
Савезничка инвазија Сицилије (шифровано име операција Хаски) је била важна кампања Другог светског рата у којој су Савезници преотели Сицилију од сила Осовине (Италије и Немачке). Операција Хаски је почела у ноћи између 9. и 10. јула 1943, а окончала се 17. августа. Операција је изведена великим амфибијским и падобранским десантима, после којих је уследило 6 недеља борбе на копну. Инвазијом су испуњени сви циљеви савезничких планера: савезници су протерали осовинске ваздушне, копнене и поморске снаге са острва, осигурали поморске путеве кроз Средоземно море и уздрмали власт Бенита Мусолинија. Операција Хаски је отворила пут за инвазију Италије.

## Закључак
Иако је острво Сицилија имало доста снага за одбрану - 11 италијанских и око 3 ½ немачке дивизије ~ рачунајући и накнадна појачања, оне нису пружиле онај отпор који би одговарао њиховом броју и условима за борбу. Морал код већине италијанских снага је био толико низак да без непосредне подршке Немаца нису уопште биле способне за борбу. Поред тога, њихово вођство није уопште било на нивоу савременог ратовања што веома лепо може илустровати чињеницом да и поред више него очигледних непосредних савезничких припрема за напад на Сицилију, које су почеле масовним нападима из ваздуха још 3. јула, није томе придавало посебну пажњу.
У погледу организације одбране острва дошао је до изражаја недостатак добрих путева који би омогућавали бржи маневар и лакшу концентрацију јединица. Због тога је требало много више времена за груписање снага на добрим положајима код Етне. Такође, ипак треба нагласити да је недостатак добрих путева отежавао и успоравао и дејство Савезника.
Линијски распоред доста слабих утврђења дуж целе обале, без довољно артиљерије и са слабим посадама, био је само беспотребно расипање снага. Интересантно је да осовинске радарске станице на острву нису откриле огромну масу бродова која се ноћу између 9. и 10. јула, по невремену, појавила пред обалом иако су још током касног поподнева 9. јула извиђачки авиони опазили поједине групе бродова и конвоја на подручју око Малте и Туниса. На Сицилији је одмах дата узбуна и све је било у стању приправности. Најреалније објашњење за то што радари нису открили толику масу бродова је то што се напад очекивао на западни део острва који је најближи афричкој обали, док је десант је био извршен на јужни и југоисточни део.
Савезничка десантна операција била је одлично припремљена и изведена. Нарочито је била ефикасна подршка артиљерије и авијације чиме је брзо био сломљен сваки отпор на обали и искрцавање је извршено на време на предвиђеним местима. Савезничка бродска артиљерија се показала као одлична подршка искрцаним снагама у домету својих тешких топова – од 30 до 40 километара. Савезничка авијација је имала константну и апсолутну превласт наносила је Осовинским трупама тешке ударце, гађајући саобраћај, технику и живу силу, стекла је овде многа корисна искуства за касније операције у Нормандији.
Ваздушно-десантне снаге, и поред свих неспоразума, дале су видан учинак и потврдиле да је ваздушни десант нераскидиви део поморског десанта. Што се тиче операција командоса и "Ренџера", они су одиграли изузетну улогу у заузимању мостова, раскрсница и у смелим препадима на положаје Осовинске положаје.
У овој операције први пут је постигнута највећа концентрација специјалних десантних средстава – бродова, чамаца, десантних јуришних чамаца и других – чија су искуства много допринела будућој организацији и успешном извршењу десанта у Нормандији 1944. године.
И поред пораза на Сицилији и интензивног савезничког бомбардовања и гранатирања луке у Месини немачке трупе успеле су да извуку преко Месинског мореуза готово сво људство и највећи део тешке опреме - што је заиста изванредан успех. Иако је вршена практично веома примитивним средствима - на скелама и пре свега на дрвеним чамцима – евакуација је потпуно успела. Поред највећег дела људства на италијанско копно пребачено је и око 17.000 тона муниције, 10.000 возила, 4000 рањеника и неколико хиљада савезничких заробљеника. Оклопна дивизија „Херман Геринг“ повукла се последња, водећи заштитне борбе и правећи одступницу остатку трупа. Битка је окончана уласком америчких трупа у разрушену Месину 17. августа 1943. године. Трајала је 38 дана. Евакуација је пре свега успела услед недовољне будности и слабог ангажовања савезничке флоте и авијације на том делу. Генерал Двајт Ајзенхауер написао је у својим послератним мемоарима је да „током целог рата није срео квалитетније противничке јединице од оних који су бранили Сицилију“. Он се осврнуо и на истрајност одбране, тврдећи да је сваки немачки положај могао бити заузет само ако би био претходно уништен, мислећи у првом реду на припаднике дивизије „Херман Геринг“ и падобранце.
Према савезничким подацима, Немци и Италијани су имали око 167.000 мртвих, рањених или заробљених војника, већином Италијана, од чега је Немаца погинуло око 24.000, а уништено је 188 тенкова и 267 авиона. Савезници су имали 31.160 мртвих и несталих и 7455 рањених војника. Поред тога, Савезници су, према сопственим подацима изгубили 85.000 тона разних транспортних бродова, један амерички и два британска разарача, једну америчку подморницу и осам чамаца за искрцавање.
По немачким подацима Савезници су изгубили: 383 тенка, 63 топа, 652 авиона и 61 транспортни брод – што би укупно било око 1/3 целокупних снага употребљених у десанту на Сицилију.